# Thanh Sơn, Kim Bảng
Thanh Sơn là một xã thuộc thị xã Kim Bảng, tỉnh Hà Nam, Việt Nam.

## Địa lý
Xã Thanh Sơn nằm ở phía nam thị xã Kim Bảng, có vị trí địa lý:
- Phía đông giáp thành phố Phủ Lý
- Phía tây giáp xã Liên Sơn
- Phía nam giáp huyện Thanh Liêm và tỉnh Hòa Bình
- Phía bắc giáp phường Thi Sơn.

Xã Thanh Sơn có diện tích 26,21 km², dân số năm 2023 là 7.826 người, mật độ dân số đạt 298 người/km².

## Lịch sử
Ngày 23 tháng 7 năm 2013, Chính phủ ban hành Nghị quyết số 89/NQ-CP về việc điều chỉnh 462,37 ha diện tích tự nhiên và 5.163 người của xã Thanh Sơn về phường Lê Hồng Phong, thành phố Phủ Lý.
Sau khi điều chỉnh địa giới hành chính, xã Thanh Sơn còn lại 2.621,41 ha diện tích tự nhiên và 6.687 người.
Ngày 14 tháng 11 năm 2024, Ủy ban Thường vụ Quốc hội ban hành Nghị quyết số 1288/NQ-UBTVQH15 về việc sắp xếp đơn vị hành chính cấp huyện, cấp xã của tỉnh Hà Nam giai đoạn 2023 – 2025 (nghị quyết có hiệu lực từ ngày 1 tháng 1 năm 2025). Theo đó, thành lập thị xã Kim Bảng thuộc tỉnh Hà Nam. Xã Thanh Sơn trực thuộc thị xã Kim Bảng.